# Erigeron alpiniformis
Erigeron alpiniformis — вид трав'янистих рослин родини айстрові (Asteraceae), поширений на півночі Північної Америки.

## Опис
Це багаторічна рослина 2–20 см заввишки; волокнисто-коренева, кореневищна, стеблекорені й кореневище іноді розгалужені. Стебла вертикальні, помірно волохаті. Листки є базальні (стійкі) і стеблові. Базальні листки ланцетні з ширшою верхівкою, 20–50(80) × 4–10 мм, поля цілі, вершини заокруглені, поверхні помірно волохаті. Стеблові листки від широко лінійних до вузько ланцетно-довгастий, поступово зменшуються дистально.
Квіткові голови 1 (до 2, дуже рідко — 4). Приквітки 6–8 × 12–20 мм. Язичкових квіток 100—200; вони від білого до рожево-пурпурового забарвлення, 4–6 мм. Дискові квітки 3.7–4.7 мм. Плоди 1.5 мм, запушені. 2n = 18.

## Поширення
Північна Америка: Ґренландія, Канада. Населяє скелясті схили та луки.